# ヤン・マトゥラ

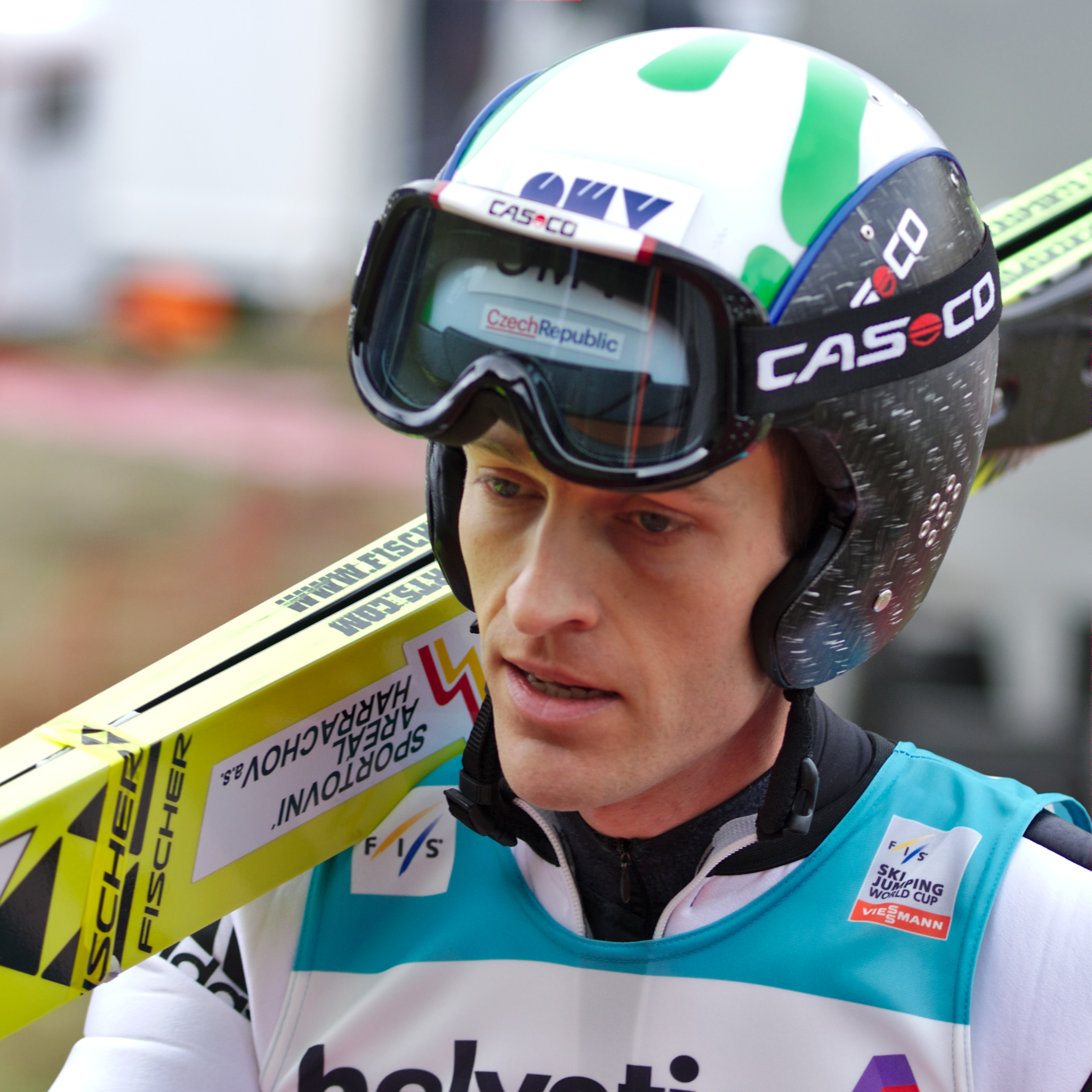
Jan Matura

ヤン・マトゥラ（Jan Matura、1980年1月29日 - ）は、チェコ共和国、南ボヘミア州チェスキー・クルムロフ出身のスキージャンプ選手。2001年まではノルディック複合選手として活動していた。

## プロフィール
マトゥラはノルディック複合選手としてキャリアをスタートし、17歳で出場した1997年ノルディックスキー世界選手権では団体4位となった。1998年長野オリンピックでは個人35位、団体8位、1999年1月3日のワールドカップ個人戦で自己最高位の9位となった。1999年ノルディックスキー世界選手権では個人グンダーセン34位、個人スプリント49位に終わった。
1997年ノルディックスキー世界選手権には純ジャンプにも出場、39位となっていたが2000-2001シーズンから本格的に純ジャンプへ転向した。
純ジャンプに転向後はあまり目立った活躍はなく、総合では2005-2006シーズンの34位、個人戦では2011年1月16日に札幌で4位となったのが最高位だったが、2012-2013シーズンは好調で1月19日の札幌でスキージャンプ・ワールドカップ初優勝を飾ると翌日も勝利をあげた。32歳11か月で初優勝はワールドカップ史上最年長記録で、全体としても歴代3位となる年長優勝者となった。